# مدینه‌قشلاقی (خداآفرین)
مدینه‌قشلاقی یکی از روستاهای استان آذربایجان شرقی است که در دهستان گرمادوز بخش منجوان شهرستان خداآفرین واقع شده‌است.